# Leptonema albovirens
Leptonema albovirens är en nattsländeart som först beskrevs av Walker 1852.  Leptonema albovirens ingår i släktet Leptonema och familjen ryssjenattsländor. Inga underarter finns listade i Catalogue of Life.